# Montselgues
Montselgues – miejscowość i gmina we Francji, w regionie Owernia-Rodan-Alpy, w departamencie Ardèche.
Według danych na rok 1990 gminę zamieszkiwało 69 osób, a gęstość zaludnienia wynosiła 2 osoby/km² (wśród 2880 gmin regionu Rodan-Alpy Montselgues plasuje się na 1550. miejscu pod względem liczby ludności, natomiast pod względem powierzchni na miejscu 153.).